# ...From the Pagan Vastlands
...From the Pagan Vastlands è la terza demo registrata dalla black metal band Behemoth, pubblicata per la Pagan Records nel 1993 e successivamente riedita nel 1995 dalla Wild Rags (negli Stati Uniti) e dalla Nazgul's Eyrie (in Europa).

## Tracce
1. From Hornedlands To Lindesfarne – 5:59
2. Thy Winter Kingdom – 5:20
3. Summoning (Of The Ancient Ones) – 4:58
4. The Dance Of The Pagan Flames – 4:02
5. Blackvisions Of The Almighty – 4:53
6. Fields of Haar-Meggido – 6:38
7. Deathcrush (Mayhem cover) – 3:22

## Formazione
- Nergal - voce, chitarra
- Baal - batteria
- Frost - chitarra
- S.K. - basso
- Czarek Morawski - tastiere